# 荆道复
荆道复（？—？），清朝政治人物。
道光二十八年（1848年）荆道复以布庫大使身份代理原由陈熔擔任的嘉定县知县一职。道光三十年（1850年）陈熔回任。

### 腳註
1. ↑  缪荃孙等. .

### 其他
- 编纂委员会. . 上海: 上海社会科学院出版社. 2001年. ISBN 7-80618-881-9.

| 前任： 陈熔 | 嘉定县知县 代理 1848年－1850年 | 繼任： 陈熔 |